# Тисима (провинция)
Провинция Тисима (яп. 千島國 тисима но куни, «Страна Тисима»), уст. Цисима, иногда Чисима и Чишима под влиянием англоязычной транслитерации японских названий (англ. Chishima) — историческая провинция Японии на Курильских островах и Сахалине, управлявшаяся правительственным учреждением «Комиссия по колонизации Хоккайдо» в 1869—1882 годах. Как составная часть других административно-территориальных единиц продолжила существование до 1945 года. Охватывала современные Курильские острова Кунашир, Итуруп и (с 1875 года) остальные острова Большой Курильской гряды далее на север, остров Шикотан (с 1885 года) Малой Курильской гряды и (до 1875 года) остров Сахалин (с 1869 года переименованный в Карафуто).

## Уезды провинции Тисима послекурило-сахалинского обмена
- Кунасири[3] (яп. 國後郡), до 1897 года — на о.Кунашир,
- Эторофу[4] (яп. 擇捉郡), до 1897 года — на о.Итуруп
- Фурэбэцу (яп. 振別郡), до 1897 года — на о.Итуруп (с 1923 года разделён между уездами Эторофу и Сяна; в Эторофу на его основе образовалось поселение Рубэцу)
- Сяна (яп. 紗那郡), до 1897 года — на о.Итуруп
- Сибэторо (яп. 蘂取郡), до 1897 года — на о.Итуруп
- Уруппу[5] (яп. 得撫郡) с 1876 года — на о-вах Уруп, Чирпой, Брат-Чирпоев, Броутона
- Симусиру[6] (яп. 新知郡) с 1876 года — на о-вах Симушир, Кетой, Янкича, Рыпонкича, Среднего, Расшуа, Матуа, Райкоке
- Сюмусю[7] (яп. 占守郡) с 1876 года — на о-вах Ловушки (Мусир), Шиашкотан, Экарма, Чиринкотан, Харимкотан, Онекотан, Маканруши, Анциферова (Ширинки), Парамушир, Шумшу, Атласова (Алаид)
- Сикотан[8] (яп. 色丹郡) с 1885 года до 1897 года — на о.Шикотан

## Учреждение префектур
После ликвидации в 1882 году Комиссии по колонизации Хоккайдо на территориях Хоккайдо возникли 3 новые префектуры: Хакодатэ, Саппоро и Нэмуро, причём последняя включала в себя не только северо-восток Хоккайдо, но и Курилы. Тисима продолжила существование как административно-территориальная единица субпрефектурного уровня («область») в составе префектуры Нэмуро. В 1885 году из состава Нэмуро как области (из уезда Ханасаки) был выделен остров Шикотан (как уезд Сикотан) и передан в состав области Тисима — всё в рамках Нэмуро как единой префектуры.
В 1886 году три префектуры были слиты в единую префектуру Хоккайдо, в составе которой Тисима на правах области, единицы субпрефектурного уровня, и продолжила своё существование до 1945 года.
При этом продолжался обмен территориями с соседними единицами субпрефектурного уровня — в тогдашнем японском административном законодательстве имели статус «местного отделения префектурального управления» (яп. 支庁 ситё:). Например, в 1897 году произошли следующие изменения: населённая часть провинции Тисима разделяется между округами Сяна и Нэмуро. К созданному в ноябре 1897 года округу Нэмуро были присоединёны уезды Кунасири и Сикотан, а итурупские уезды были объединены в округ Сяна (5 ноября 1897 года).
В декабре 1903 года округ Сяна в свою очередь также был присоединён к Нэмуро. Острова от Урупа включительно и севернее (уезды Уруппу, Симусиру и Сюмусю) не имели поселковых администраций и относились непосредственно к юрисдикции представительства губернаторства Хоккайдо в округе Нэмуро.
Южный Сахалин, полученный Японской империей после победы в русско-японской войне 1904-1905 годов, администрировался как отдельная единица («Карафуто») и в состав Тисимы уже не включался.